# Saurauia pulchra
Saurauia pulchra är en tvåhjärtbladig växtart som beskrevs av Thomas Archibald Sprague och Richard Evans Schultes. Saurauia pulchra ingår i släktet Saurauia och familjen Actinidiaceae. Inga underarter finns listade i Catalogue of Life.